# Борисов, Кир Георгиевич
Кир Георгиевич Борисов (род. 1925, Румыния) — юрист, специалист по проблемам международного права; выпускник МГУ (1951), доктор юридических наук с диссертацией о правовом регулировании научно-технического прогресса (1990); профессор МГИМО МИД СССР (1980), доцент на кафедре международного права РУДН (1963—1966); заведующий кафедрой туризма и экскурсий Высшей школы профсоюзного движения (1972—1980).

## Биография
Кир Борисов родился в 1925 году на территории Румынии. Учился в Москве: в 1951 году он стал выпускником 1-го Московского государственного университета. В 1963 году защитил в МГИМО МИД СССР кандидатскую диссертацию на тему «Международно-правовые вопросы приравнения иностранной квалификации (нострификации)» — стал кандидатом юридических наук. В том же году начал заниматься научно-педагогической деятельностью.
В период с 1963 по 1966 год Борисов являлся доцентом на кафедры международного права, являвшейся частью юридического факультета Университета дружбы народов (РУДН). В 1967—1971 годах он занимал пост заместителя директора в Высшей школы интуризма; затем, между 1972 и 1980 годами, он был заведующим кафедрой туризма и экскурсий в советской Высшей школы профсоюзного движения. В 1980 году занял позицию профессора в МГИМО МИД СССР (затем — в МГИМО МИД России). В период распада СССР, в 1990 году, он успешно защитил в МГИМО докторскую диссертацию по теме «Основы международно-правового регулирования многостороннего научно-технического прогресса государств мирового сообщества» — стал доктором юридических наук.

## Работы
Кир Борисов специализировался на проблемах международного права в гуманитарной сфере:
- Международный туризм и право : Учеб. пособие для студентов вузов, обучающихся по специальностям «Юриспруденция» (Междунар. право), «Междунар. отношения» и «Междунар.-экон. отношения» / К. Г. Борисов. — М. : НИМП, 1999. — 350 с.; ISBN 5-88720-024-3.
- Международные организации: История создания, структура и деятельность Организации Объединенных Наций. Вып. 1 / Борисов К. Г. — М.: Изд-во УДН, 1967. — 127 c.
- «Организация Объединенных Наций» (М., 1994)
- Международное право религиозных конфессий мирового сообщества. Учебное пособие / Борисов К. Г. — М.: Изд-во РУДН, 2001. — 155 c.
- Правовые формы партнерства Европейского Союза в сфере коммуникаций и информационных услуг // Московский журнал международного права. — М.: Междунар. отношения, 1998, № 2. — С. 84—110.